# Bati (distrito de Camboya)
Bati es uno de los diez distritos que forman la provincia camboyana de Takéo, con una población estimada en marzo de 2008 de 131 031 habitantes. Está dividido en las siguientes  comunas (khum), que se muestran asimismo con población estimada de 2008:
- Chambak 11,285
- Champei 5,551
- Doung 8,086
- Kandoeng 7,792
- Komar Reachea 9,440
- Krang Leav 10,351
- Krang thnong 8,789
- Lumpong 7,062
- Pea Ream 7,640
- Pot Sar 11,111
- Souphi 7,483
- Tang Doung 4,827
- Tnaot 7,055
- Trapeang Krasang 7,648
- Trapeang Sab 16,911[1]